# Trying to Get Arrested
Trying to Get Arrested é um filme mudo norte-americano de 1909 em curta-metragem, do gênero drama, dirigido por D. W. Griffith, baseado na curta história The Cop and the Anthem, de O. Henry.